# Bart de Groof (cabaretier)
Bart de Groof (Tilburg, 28 juli 1962) is een Nederlandse tekstschrijver, cabaretier en chansonnier. 

## Levensloop
In april 1977 leerde De Groof als middelbare scholier Seth Gaaikema kennen en die vriendschap zette hem op het pad naar een eigen carrière als artiest. Op 22 januari 1984, tijdens zijn studententijd, volgde zijn debuut als cabaretier. Sindsdien volgden zo’n tiental voorstellingen als one-man-show, begeleid door zijn vaste pianist Frans van der Tak. In 1997 werd zijn eerste musical, Caren, opgevoerd. Later volgden meer musicals.
Hij is docent Nederlands aan het voortgezet onderwijs.

## Publicaties
De Groof heeft meerdere publicaties op zijn naam staan, waaronder enkele dichtbundels:
- 1996: Meisje met je rode lippen, dichtbundel
- 2001: Geschreven stad, onder redactie van Ed Schilders: een bloemlezing met teksten over Tilburg van o.a. Jan Naaijkens, Jace van de Ven, Jasper Mikkers, Nick J. Swarth en Bart de Groof. ISBN 90-361-9919-0, SYNTAX Publishers.
- 2009: Zingende Dichter, een bundel met theaterteksten en gedichten, ingeleid door Seth Gaaikema. Hilversum: Uitgeverij Van der Weij

- 2009: Vanavond krijg je me helemaal, dichtbundel

- 2011: Things, places, people. Foto's van Cees Roelofs uit Hilvarenbeek waarvoor Bart de Groof het voorwoord en toelichtende teksten schreef. Een boek met fotowerk van China, Australië, Afrika, India, Japan, Egypte, Indonesië, Frankrijk, Cuba, Amerika. Lannoo, ISBN 978 90 209 9201 4
- 2022: Mijn kapstok ligt in het ziekenhuis. Positon, ISBN 97890 830536 77